# Constantin Dinulescu
Constantin Dinulescu (Bucarest, 19 aprile 1931 – 1º febbraio 2017) è stato un calciatore rumeno, di ruolo attaccante.

## Palmarès

### Club

#### Competizioni nazionali
- Coppa di Romania: 1

Progresul București: 1959-1960